# Ellis Ferreira
Ellis Ferreira (Pretória, 19 de Fevereiro de 1970) é um ex-tenista profissional sul-africano.